# Christoph Schlingensief
Cristoph Maria Schlingensief (Oberhausen, 24 ottobre 1960 – Berlino, 21 agosto 2010) è stato un drammaturgo, regista teatrale e operistico oltre che regista cinematografico, artista performativo e presentatore televisivo tedesco.

## Biografia
Nato a Oberhausen da un farmacista e una infermiera pediatrica, compie studi umanistici a Monaco di Baviera. Il periodo di studio è affiancato da un'intensa attività come assistente alla camera per alcuni cortometraggi, fino a sfociare nel film d'esordio nel 1983 intitolato Tunguska – Die Kisten sind da, che riceve buone critiche. Il primo periodo della carriera di Schlingensief è caratterizzato da un'intensa attività nel campo della cinematografia: autoproduce pellicole che si riveleranno provocatorie e violente come la "trilogia della Germania", composta da Hundert Jahre Adolf Hitler (1989), Das deutsche Kettensägenmassaker (1990) e Terror 2000 (1992).
Nel 1993 debutta alla Volksbühne di Berlino come regista teatrale, dirigendo 100 Jahre CDU – Spiel ohne Grenzen, mentre, contemporaneamente, l'attività di artista performativo si concretizza in alcune installazioni e performance create e agite all'interno del paese. Le aspre critiche contro l'allora cancelliere Helmut Kohl lo portarono alla prigione nel 1998, quando, nel corso di una manifestazione, Schlingensief si rese protagonista di un'istigazione all'omicidio ai danni del politico.
Dalla fine del 1997 presentò alcuni programmi televisivi per la televisione tedesca.
Divenuto ormai uno dei rappresentanti di spicco del teatro tedesco, contrasse un cancro ai polmoni che lo portò alla morte nell'agosto del 2010.